# سپاه ارتش استرالیا و نیوزلند

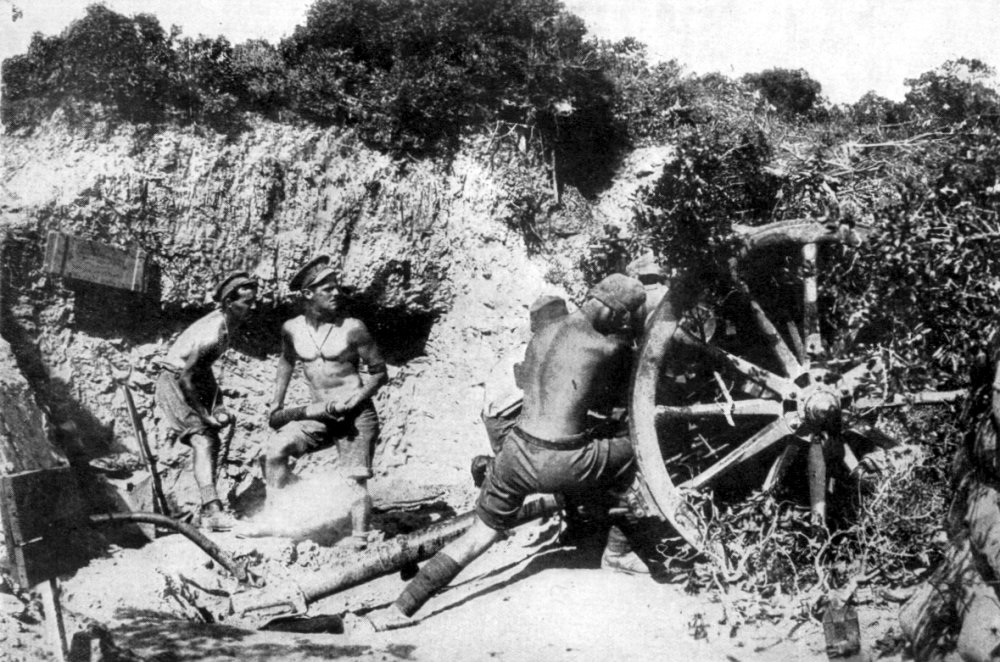
سربازان آنزاک در نبرد گالیپولی

سپاه ارتش استرالیا و نیوزلند، اَنزَک (/ˈænzæk/) سرنامی است برای «ارتش مشترک استرالیا و زلاند نو» (Australian and New Zealand Army Corps: ANZAC)که در جنگ جهانی اول به عنوان پشتیبان انگلستان شرکت کردند. شهرت اَنزَک به خاطر نبردی است که در سال ۱۹۱۵ در خلیج گالیپولی ترکیه انجام داده‌اند. این جنگ در ترکیه با نام نبرد چاناق‌قلعه و در کشورهای غربی با نام نبرد گالیپولی شناخته می‌شود. در این نبرد ده‌ها هزار نفر از نیروهای اَنزَک کشته و زخمی شدند. در استرالیا و نیوزلند هرساله روز اَنزَک به یادبود کشته شدگان و مجروحان این جنگ گرامی داشته می‌شود. همچنین در بیشتر شهرهای این کشورها یادمانی برای آنزاک وجود دارد.

## پیوندها
- Wikipedia contributors, "Australian and New Zealand Army Corps," Wikipedia, The Free Encyclopedia, http://en.wikipedia.org/w/index.php?title=Australian_and_New_Zealand_Army_Corps&oldid=232635410